# An Yu

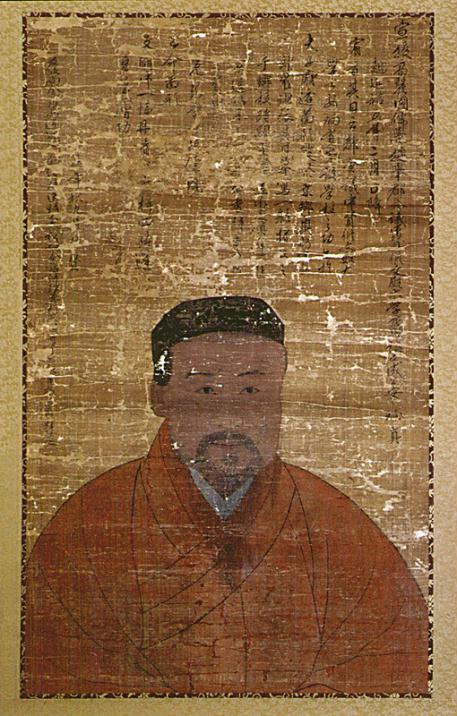
An Yu.

An Yu o An Hyang (1243-1306) fue un educador y erudito del Neoconfucianismo coreano.
En 1287 acompañó al rey Chungnyol a la corte mongola de Beijing (Pekín), donde encontró los textos de Zhu Xi. Al regresar a Corea usó el pensamiento neo-confuciano como el principio básico para promover la educación.
Ayudó a reconstituir la enseñanza nacional y estableció una tesorería estatal para la educación ciudadana. Con el tiempo se convirtió en dirigente del Munmyo, el santuario coreano de la cultura.
Es recordado por contraponerse al budismo Zen en Corea, siendo el más famoso intelectual confuciano de su era.